# Paregos
Paregos är en av Sveriges äldsta kommunikations- och webbyråer som startade 1994 med att göra datorspel. I dag arbetar företaget med digital kommunikation och reklam på internet och har kunder som Nissan, Telia, Nike, Scania, Gustavsberg, Volvo och Vodafone.
År 2004 köptes Paregos upp av Framfab, som drev företaget som ett dotterbolag fram till i början av 2007, då fyra anställda köpte loss företaget från Framfab.
Bolaget är baserat i Skellefteå.
1 november 2011 gick företaget ihop med Internetfabriken och Drumedar som är Västeråsbaserade och har ett längre förflutet som webbyrå.